# Салса (сос)
Салса је разноврстан сос који се користи као зачин за такосе и другу мексичку и мексичко-америчку храну, као и умаке за тортиља чипс. Могу бити сирови или кувани, а обично се послужују на собној температури.
Иако реч салса на шпанском значи било који сос, на енглеском се она посебно односи на ове мексичке сосеве, посебно на крупни пико де гало на бази парадајза и чилија, као и на салса верде .
Тортиља чипс са салсом је свеприсутно предјело у мексичко-америчким ресторанима, али не и у самом Мексику.

## Историја
Мексички ресторани у Сједињеним Државама су први популаризовали употребу салсе као умака за столом. Осамдесетих година прошлог века, салса у мексичком стилу на бази парадајза добија на популарности. Иако неки љубитељи салсе не сматрају производе у тегли правим, њихова широка доступност и дуг рок трајања приписују се великој популарности салсе у државама изван југозапада, посебно у областима у којима салса није традиционални део кухиње. 1992. године доларска вредност продаје салсе у Сједињеним Државама премашила је вредност кечапа од парадајза.
Салса на бази парадајза је касније нашла конкуренцију салси направљеној од воћа, кукуруза или црног пасуља. Од 2000-их слатке салсе које комбинују воће са паприком као што су хабањеро, шкотски бонет и датил су постале популарније и служе се уз смрзнути десерт и колаче од сира. У Сједињеним Државама, салса се користи у маринадама, преливима за салату, варивима и куваним сосовима. Поред разних јела од рибе, живине и меса, користи се и као зачин за печени кромпир, јела од тестенина и пице.